# Baixio
Baixio est une municipalité brésilienne de État du Ceará. En 2010, elle compte 6 026 habitants.

## Source
- (pt) Cet article est partiellement ou en totalité issu de l’article de Wikipédia en portugais intitulé « Baixio (Ceará) » (voir la liste des auteurs).